# Reino de Cota
O Reino de Cota ou Reino de Kotte foi um reino que floresceu no Sri Lanka durante o século XV, centrado na cidade homónima, atualmente a capital oficial do Sri Lanka, localizada a poucos quilómetros da actual cidade de Colombo. O rei de Cota foi o último soberano nativo a unificar toda a ilha do Ceilão sob um estado único.

## Etimologia
Diz-se que o termo Kotte deriva da palavra tâmil "Kōttei", que significa fortaleza. A palavra "Kotte" foi introduzida por Nissankamalla Alagakkonara, que foi o fundador da fortaleza. Eram da cidade de Vanchi, identificados com Kanchipuram de Tamil Nadu.

## História
Por volta de 1450, Parakramabahu VI tinha, com a sua conquista do Reino de Jafanapatão ao norte do Seri Lanca, unificado toda a ilha. Em 1477, contudo, dez anos após a sua morte, vários reinos regionais tinham-se tornado mais poderosos.
Duas das principais áreas que floresceram durante o seu reinado foram a literatura e a arte, devido ao profundo interesse do próprio rei.
Tendo sido originalmente fundada como fortaleza pelo ministro Alaquesvara (1370-1385) do Reino de Gampola durante o reinado de Vikramabahu III para fazer frente às invasões do norte a oeste, foi escolhida em 1412 por Parakramabahu VI para capital.